# 그루지야현

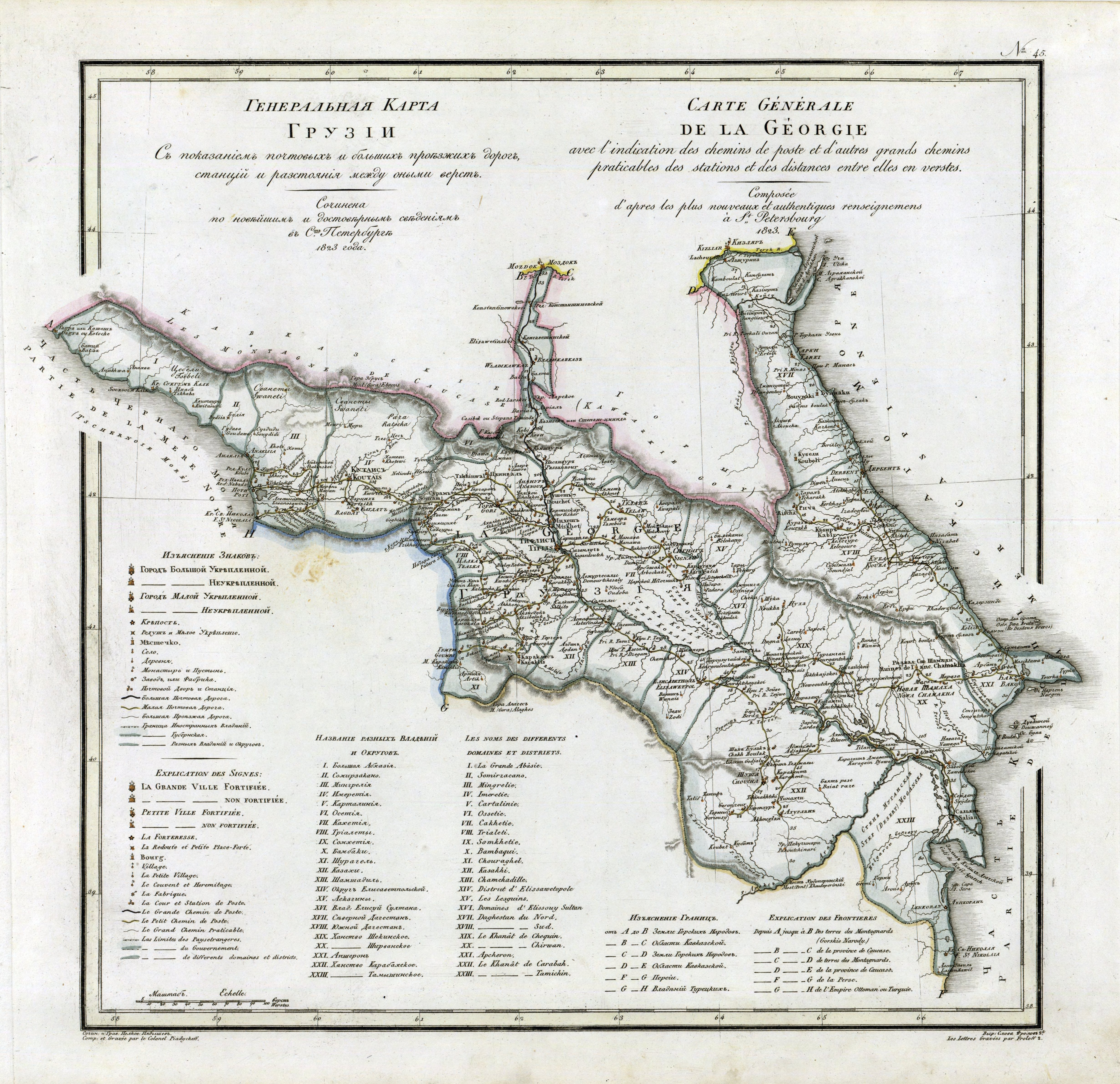
그루지야현의 지도

그루지야현(러시아어: Грузинская губерния)은 1801년부터 1840년까지 존재했던 러시아 제국의 현으로 현도는 트빌리시이다. 현재의 조지아와 아르메니아에 걸쳐 있었다. 1840년 그루지노이메레티현으로 개편되었다.